# Chhurpi

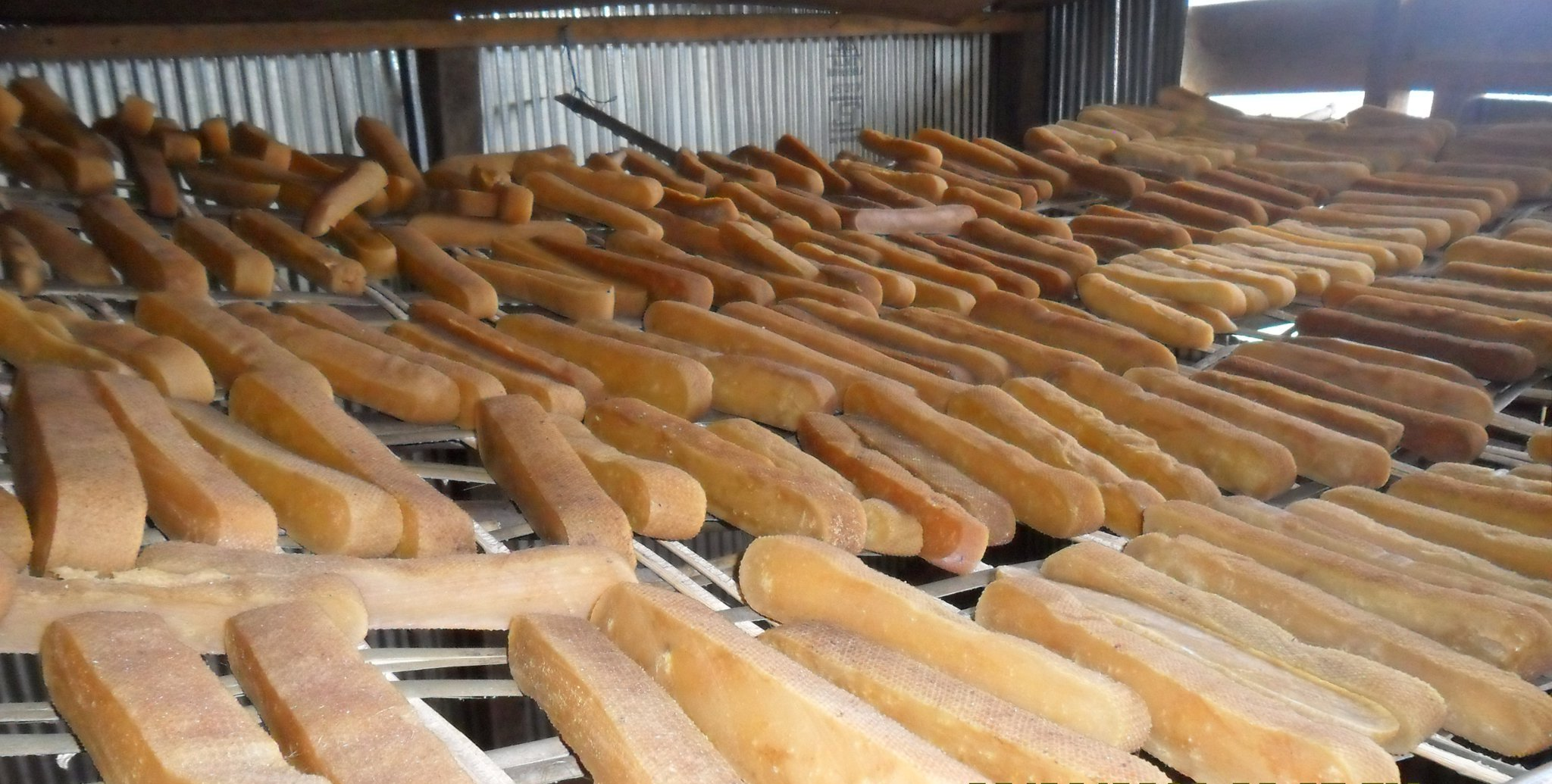
Una producció de Chhurpi

El chhurpi (Nepalès: छुर्पी) és un formatge fumat sec consumit a l'est de l'Himalaya. Els sherpas l'anomenen sherkam, i a Bhutan durukowa o durukho (en dzongkha).

## Preparació
El chhurpi es fa amb llet de yak o chauri (un híbrid de yak i vaca). Tots dos tipus són durs. Es preparen a làctiques locals o a casa a partir d'un material extret del sèrum de mantega anomenat sergem, que s'embolica en tela, normalment borses de jute, i es premsa per eliminar l'aigua. Després es deixa assecar, obtenint un producte semblant al formatge, que es talla i es penja per fumar-lo i endurir-lo.

## Consum
El chhurpi bla es pot consumir de diverses maneres;amb verdures verdes com a plats salats, com a farciment de momos, triturat amb tomàquets per a fer xutney i com a sopa. A les regions muntanyenques del Nepal, els pujols de Darjeeling, Sikkim, Bhutan i el Tibet, el chhurpi es consumeix com a substitut de les verdures perquè és una excel·lent font de proteïnes.
El chhurpi dur es consumeix generalment mantenint-lo a la boca per humitejar-lo per que algunes parts es tornen toves i, després, mastegant-lo com un xiclet. D'aquesta manera, un bloc de chhurpi pot durar fins a dues hores. El seu alt contingut en proteïnes i la seva acidesa el converteixen en un excel·lent regal per als gossos, cosa que explica la seva gran demanda als mercats mundials com mastegadors per gossos.